# Кістяківський Олександр Федорович
Кістяківський Олекса́ндр Фе́дорович (14 (26) березня 1833 , Городище, Менський район  — 13 (25) січня 1885 , Київ ) — український вчений-криміналіст та історик права, діяч українського національного відродження, батько Володимира, Богдана та Ігоря Кістяківського. Разом із В. Вовком-Карачевським та В. Науменком є співавтором відомого «Словаря української мови»[джерело?].

## Життєпис
Народився 14 (26 березня) 1833 року у селі Городищі Сосницького повіту Чернігівської губернії (тепер Менського району Чернігівської області) в родині священика. В 1852 році закінчив Чернігівську духовну семінарію, у 1857 році юридичний факультет Київського університету. З 1864 року — приват-доцент, а з 1869 року — професор кримінального права цього ж університету.
Досліджував і здійснив редакцію видатної юридичної пам'ятки «Права, по которым судится малороссийский народ» (1879). Перебуваючи в Петербурзі, виконував обов'язки заступника редактора українського журналу «Основа». В 1882 році висловив бажання увійти до складу Київської Громади, хоча тоді вона вже існувала нелегально. Брав участь у роботі Південно-Західного відділу Російського географічного товариства, надавав матеріальну підтримку у виданні українських книжок.

Могила Олексадра Кістяковського

Помер 13 (25 січня) 1885 року. Похований в Києві на Байковому кладовищі. 7 червня 2021 двоє зловмисників здійснили спробу викрасти латунне погруддя вченого з його надгробка, але їм перешкодили співробітники поліції.

## Громадська і наукова робота
Був одним з ініціаторів створення та головою Київського юридичного товариства. Опублікував близько 70 наукових статей у журналах «Киевская Старина» і «Киевские Университетские Известия».
Досліджував українське звичаєве право, історію права та судовий устрій Гетьманщини. Зібрав і видав збірник законів «Права, за якими судиться малоросійський народ» (1879). Автор праць:
- «Дослідження про смертну кару» [Архівовано 28 квітня 2021 у Wayback Machine.] (1867);
- «Елементарний підручник загального кримінального права» (1875) та інших.
- Щоденник (1874—1885). У двох томах. — К., 1994. — Т. 1; — К., 1995. — Т. 2.